# National Film Award/Bestes Make-up
Die Gewinner des National Film Award der Kategorie Bestes Make-up (Best Make-up Artist) waren:
| Jahr | Make-up-Künstler      | Film           | Sprache   |
| ---- | --------------------- | -------------- | --------- |
| 2006 | Anil Moti Ram Palande | Traffic Signal | Hindi     |
| 2007 | Pattnam Rasheed       | Paradesi       | Malayalam |
| 2008 | U. K. Sasi            | Naan Kadauul   | Tamilisch |

Der Preis wurde erstmals für das Jahr 2006 vergeben. Derzeit erhält der Gewinner einen Rajat Kamal und ein Preisgeld von 50.000 Rupien.